# Estanislau Ruiz i Ponsetí
Estanislau Ruiz i Ponsetí (Maó, 23 de juny del 1889 - Mèxic 1967) fou un economista i polític menorquí establit a Catalunya. El 1913 es doctorà en ciències exactes, fins al 1914 fou professor de geometria a la Universitat de Barcelona. El 1920 participà en la creació del Sindicat General de Tècnics de Catalunya i el 1932 en la de la Federació d'Empleats i Tècnics. Fou cofundador i dirigent de la Unió Socialista de Catalunya amb la que fou elegit diputat a les eleccions al Parlament de Catalunya de 1932.
Fou professor d'economia a l'Ateneu Polytechnicum el 1934-1935 i de l'Escola Industrial de Barcelona. El 1936 fou un dels dirigents del PSUC. Fou conseller de proveïments de la Generalitat entre juliol i agost de 1936, des de l'agost del 1936 fou membre del Consell d'Economia de Catalunya com a representant del PSUC, representant del PSUC al Comitè Central de Milícies Antifeixistes i entre el 1937 i el 1939, sotssecretari d'economia de la Generalitat. Fou un dels principals artífexs de l'anomenada Nova Economia i el 1937 fou nomenat director de l'Escola de Treball.
El 1939 es va exiliar a Mèxic on col·laborà a la creació d'escoles i museus. El 1954 fou elegit vicepresident segon del Parlament de Catalunya a l'exili i ocupà el càrrec de gerent apoderat de l'editorial UTEHA de 1940 a 1965.

## Obres
- Lugares geométricos de curvatura estacionaria en el cuadrilátero de manivela cilíndrica
- Curso de geometría descriptiva
- L'aplicació del decret de col·lectivitzacions i control obrer (1937)
- Les empreses col·lectivitzades i el nou ordre econòmic (1937)